# Tizenhat város tizenhat leánya (film)
Ez a szócikk a tévéfilmről szól. Nem tévesztendő össze a Tizenhat város tizenhat leánya című regénnyel!
A Tizenhat város tizenhat leánya egy a Magyar Televízió által készített, az M1-en bemutatott színes magyar történelmi témájú tévéjáték, kalandfilm, ifjúsági film Krúdy Gyula írása után Katkics Ilona rendezésében.
1983. december 26-án, hétfőn 18:20-as kezdettel vetítették a televízióban, 1984 júliusában pedig a veszprémi tévétalálkozón szerepelt.

## Készítették
- Rendező: Katkics Ilona
- Írta: Krúdy Gyula
- Forgatókönyvíró: Liska Dénes
- Díszlettervező: Csikós Attila
- Operatőr: Németh Attila
- Vágó: Sándor Éva

## Szereplők
| Szerep | Megjegyzés | Színész         |
| --- | --- | --------------- |
| Jagelló Ulászló | lengyel király, akinek Zsigmond magyar király 1412-ben elzálogosítja a szepesi városokat, a történet szerint 16-ot, a valóságban csak 13-at. | Tyll Attila     |
| Anna hercegnő | a lengyel király lánya, akit valójában Hedvignek hívtak, és a valóságban 1412-ben még csak négyéves volt. Ténylegesen Jagelló Ulászlónak az első feleségétől, I. (Szent) Hedvigtől 1399-ben született lányával lenne egyidős a regényhős ekkoriban, azaz 13 éves, amikor a lányok az egyházi törvények szerint már eladósorba kerültek, de Hedvig lánya háromhetes korában meghalt, és őt sem Annának, hanem Erzsébetnek hívták. A hercegnő anyjának a neve volt ténylegesen Anna, de ő nem jelenik meg a filmben. A történet végén kolostorba vonul, a valóságban 23 évesen hunyt el hajadonon. A regényben a hercegnő édesanyja, a lengyel királyné alakja is feltűnik egy rövid epizódban, bár a filmben a hercegnő már csak félárvaként szerepel. Szinkronhangja: ? | Lengyel Kati    |
| Fejedelemasszony | a lengyel király testvérnénje. A történelmi adatok szerint Jagelló Ulászló Ilona nevű húga (1357/1360–1438) lett apáca Jevprakszija néven, miután a férje, Bátor Vlagyimir, Szerpuhov részfejedelme, akinek hét gyermeket szült, 1410-ben meghalt. A történet szerint a lengyelországi Szandec várában él fejedelemasszonyként, de a történelmi alak özvegyként is orosz területen maradt. | Temessy Hédi    |
| Lubomirszky herceg | a Lubomirski család lengyel főnemesi família, amelynek egy tagja a történet szerint a lengyel királylány vőlegénye volt. A valóságban a lengyel hercegnő jegyese Hohenzollern Frigyes (1413–1471), 1440-től II. (Vas) Frigyes néven Brandenburg őrgrófja és választófejedelem volt, akivel a jegyesség ismeretlen okok miatt felbomlott. | Pelsőczy László |
| Fabrícius József | késmárki takácsmester, aki a város érdekében önként felajánlja túsznak a lányát a lengyel király számára | Horváth Sándor  |
| Fabrícius Anna | túszként a lengyel király testvérnénjének, a fejedelemasszonynak a szandeci várába kerül, ahol összeismerkedik a lengyel király lányával, akivel nemcsak a nevük hasonló, hanem a külsejük is, ezért szerepet cserélnek, mikor a hercegnő életét veszély fenyegeti. Szinkronhangja: Herczeg Csilla | Lengyel Zsuzsa  |
| Kornidesz György | | Kovács János    |
| Viszta lovag | a hajdemákok vezetője, aki elrabolja a magát Anna hercegnőnek kiadó Fabrícius Annát. Lubomirszky herceg párbajban megöli, és kiszabadítja a hercegnőnek hitt Annát. Magyar hangja: Kristóf Tibor | Dzsoko Roszics  |
| Joánesz | diák, aki Fabrícius Annát kíséri Lengyelországba | Juhász Jácint   |
| Csillagász | a királynak azt jósolja, hogy a lányát veszély fenyegeti az udvarban, ezért azt ajánlja, küldje a testvérnénjéhez, a fejedelemasszonyhoz, de elárulja a királyt, és a lányát el akarja raboltatni, aki egy titkos alagúton mégis bejut épségben a nagynénje várába. | Némethy Ferenc  |
| Várnagy | | Győrffy György  |
| Szenátor | | Horkay János    |
| További szereplők: | |                 |
| Baji Krisztina, Balázs Béla, Bozsik Yvette, Dóczi János, Fogarassy Mária, Geszty Glória, Havas István, Hodu József, Imre István, Kőszegi Andrea, Kövessi Angéla, Lugosi Dóra, Mátyás Jolán, Molnár Iván, Moravec Levente, Nagyidai István, Nyertes Zsuzsa, Pávics Judit, Pusztai Anikó, Rujsz Edit, Rusorán Gabriella, Székely Tamás, Szabó Ildikó, Szekeres Ilona, Szendrei Andrea, Szendrei Éva, Váczi Emese, Venekey Katalin. | |                 |

Közreműködik Marosi László és kaszkadőrcsoportja. 

## Fogadtatás
„Szerencsésebb vállalkozás volt a Krúdy Gyula regényéből készült Tizenhat város tizenhat lánya, ami a rendező Katkics Annának bőséges lehetőséget adott egy látványos történelmi kalandfilmhez, szép tájakkal, kosztümös felvonulásokkal, látványos csatározásokkal. A főszerep Marosi Lászlónak és kaszkadőr-csoportjának jutott, szemmel láthatóan nagyon élvezték a nem mindennapi játékot, s minden műfajban alkalmuk volt bemutatni, hogy mit tudnak. A regény nem tartozik a Krúdy-művek legjobbjai közé, inkább egy történelmi tény köré szőtt romantikus tréfa. Zsigmond király 1412-ben elzálogosította a szepességi városokat, valamint Lublót, Gnezdát és Podolint a lengyel királynak, egészen pontosan 37 000 garasért, ami abban az időben szép summa lehetett. A városokat csak Mária Terézia csatolta vissza Magyarországhoz 1772-ben, Lengyelország első felosztása alkalmával. Krúdy képzelete fordulatos regényt szőtt Zsigmond pénzügyi zavarából, túszul szedett lányokkal, hős magyar vitézzel s gonosz hajdemákokkal, akiknek azért más szerepük is volt a történelemben. A tévéfilm érdeme (a forgatókönyvet Liska Dénes írta), hogy nem akar több lenni, mint ami, kedves, fordulatos, szórakoztató, jól kiválogatott helyszínekkel, egyben azt is bizonyítva, hogy Krúdy regényei még sok televíziós lehetőséget tartogatnak, bár az is igaz, hogy elbeszélésének sajátos szépsége, leírásainak, hasonlatainak kivételes hangulata átültethetetlen.”

## Érdekességek
„Vasárnap délelőtt 10 óra 25 perckor ismétli meg a tv Krúdy Gyula regényének filmváltozatát, Tizenhat város tizenhat lánya címmel. Előzőleg karácsony másnapján vetítették. Kevesen tudják, a főszereplő késmárki kislány: Fabricius Anna megszemélyesítője Lengyel Zsuzsanna 19 éves ceglédi lány volt, a lengyel királylányé pedig nővére, Katalin. 
Mint ikrek, ők is jelentkeztek arra a statisztaszerepre, amit két évvel ezelőtt a tv-ben hirdettek meg egy készülő film kapcsán. Elbeszélgetés, majd konkrét jelenet elpróbálása után a sok szép és csinos ikerpár közül őket választotta a rendező, Katkics Ilona. Elkezdődtek a felvételek, fárasztó napok voltak ezek számukra, két hét alatt meg kellett tanulniuk lovagolni, forgatás Magyarországon kívül Csehszlovákiában folyt. Szállodai szobájukban esténként a másnapi forgatás szövegét tanulták. Felüdülést a szép tájak jelentettek, no és persze a stáb. Azok társasága, akikkel megvalósították a forgatókönyvet. A rendező és a színészek mellett a láthatatlan segítők, fodrász, öltöztető, sminkelő is. Kedves emlékük a Dunajec folyón való tutajozás, de szomorú emléket is őriznek, egy idős színész forgatás közben halt meg váratlanul. Róluk még annyit, hogy édesanyjukkal éltek együtt, aki bolti eladó, s barátnőiken kívül kevés ceglédi tudta, hogy filmeznek. Kati azóta hűtlenné lett a lengyel királylány szerephez és férjhez ment. Jelenleg Miskolcon él és a kórház csecsemőosztályán dolgozik. Zsuzsa gyermekgondozó a ceglédi Kazinczy utcai református egészségügyi gyermekotthonban. A filmezés nem fogta meg őket, nem várnak további szerepekre, csak megpróbálták, milyen is lehet ezt csinálni. Azóta persze a filmek hátterét is látják, és ez is nagy dolog. Hogy jól vagy rosszul játszottak, azt döntse el mindenki maga. A film mindenesetre izgalmas, szép, színes. Ismét jó magyar történelmi film készült, és mi büszkék lehetünk egyfilmes ceglédi leányainkra, mint a 17. város.”

## Forgatási helyszín
A filmforgatáshoz Kőszeg biztosított helyszínt.

## XIV. Veszprémi Tévétalálkozó
„A verseny keretében bemutatott filmek mellett – főleg a külföldi vendégek számára – számos más művet is levetítettek, azzal a céllal, hogy felkínálják őket megvételre. Valamennyiről természetesen nem szólhatok itt. Megemlíteném a Tizenhat város tizenhat lánya című történelmi kalandfilmet, amely tulajdonképpen a Pieninekben, Červený Kláštorban játszódik. Ezt meg is vásároltuk, s a későbbiekben dől el, mikor tűzi műsorára a Csehszlovák Televízió.”